# Spremberger Stadtbahn 11
Die Spremberger Stadtbahn Nr. 11 war eine zweiachsige meterspurige Tenderlokomotive der Spremberger Stadtbahn.

## Geschichte
1925 lieferte die Lokomotivfabrik Borsig die Maschine mit der Fabriknummer 11 870 an die Spremberger Stadtbahn als deren erste und auch einzige Heißdampf-Lokomotive aus.
Die Lok wurde auf der sogenannten Kohlenbahn, die der Anlieferung von Kohle aus den umliegenden Kohlegruben an Industriebetriebe im Spremberger Stadtgebiet diente, eingesetzt. Nach Einstellung des Stadtbahn-Verkehrs 1956 kam die Lok zur Deutschen Reichsbahn und wurde im RAW Görlitz für den Einsatz auf der Harzquerbahn ertüchtigt. Sie erhielt die Reichsbahn-Betriebsnummer 99 5001. Dies war die zweite Besetzung dieser Nummer, von 1949 bis 1951 war diese an eine ehemalige Werklokomotive vergeben, die 1920 von Henschel gebaut worden war.
Für den Streckeneinsatz auf der steigungsreichen Strecke waren die Vorräte aber zu gering, so dass es bei Einsätzen im Rangierbetrieb, überwiegend auf den Bahnhöfen Nordhausen-Nord und Wernigerode-Westerntor, und der Bedienung von Fabrikanschlüssen in Wernigerode verblieb, bis die Lok 1967 z-gestellt wurde.
Sie wurde jedoch nicht verschrottet, sondern 1973, nach vorheriger Aufarbeitung in Wernigerode, nach Frankreich an Privat verkauft. Der neue Eigentümer, der auch die 99 5611 erwarb, wollte die Lok auf der Museumseisenbahn Dunières – St. Agrève einsetzen.
Die Lokomotive lief in Frankreich nie. Dafür werden zwei Gründe genannt. Zum einen der schwache Oberbau dieser Strecke und zum anderen die nicht erfolgte Zulassung durch die Behörden.
2010 befindet sich die 99 5001, zusammen mit der veränderten 99 5611, in einer Halle im Rhonetal. In Portes-lès-Valence ist die Sammlung des Monsieur Prèvot untergebracht. Sie kann nicht besichtigt werden.
Die Museumseisenbahn Dunières – St. Agrève ist, zwischenzeitlich verwahrlost, fast abgerissen worden. Im Jahr 2002 nach einem Neuanfang wiederbelebt, fuhren dort zunächst ausschließlich französische Triebwagen. Nun verkehren zwischen Raucoules und St. Agrève wieder dampfbespannte Museumszüge (Velay Express).

## Technische Merkmale
Die Lokomotive verfügt über Barrenrahmen, auf dem der mit 2.000 mm Kesselmitte über Schienenoberkante für eine verhältnismäßig kleine Lok relativ hochliegende Kessel ruht. Ursprünglich hatte die Maschine einen Kobelschornstein, der aber schon bald durch einen Schornstein normaler Bauart ersetzt wurde.
Die Lokomotive besitzt eine Heusinger-Steuerung und Kolbenschieber, Treibradsatz ist der zweite Kuppelradsatz.
Durch einen Umbau in der Werkstatt der Spremberger Stadtbahn wurde der ursprünglich mit maximal 0,5 t geringe mögliche Kohlenvorrat auf den beiden seitlich des Kessels befindlichen Wasserkästen durch einen zusätzlichen Kohlenkasten an der Führerhausrückwand vergrößert.
Für den Einsatz auf der Harzquerbahn erhielt die Lok, die ursprünglich nur über eine Handbremse verfügte, eine Körting-Saugluftbremse für den Wagenzug, eine zweistufige Luftpumpe für eine Abbremsung der Lok selbst durch eine Druckluftbremse, einen Dampfturbogenerator für elektrische Beleuchtung, ein Läutewerk sowie anstelle der vormaligen Mittelpufferkupplung den Kupplungstyp der Harzbahnen.